# میرطاهر موسوی (سیاستمدار زاده ۱۳۳۴)
میرطاهر موسوی (زاده ۱۳۳۴ در تبریز) نماینده حوزه انتخابیه حوزه انتخابیه تبریز، آذرشهر و اسکو در دوره ششم مجلس شورای اسلامی بوده‌است. 

## جستارهای پیوسته
- دوره ششم مجلس شورای اسلامی
- نامه جام زهر